# Addition de Michael
L'addition de Michael ou réaction de Michael est une réaction qui permet la création de liaisons carbone-carbone, voire de liaisons carbone-soufre. Il s'agit de l'addition nucléophile d'un carbanion sur un composé carbonylé α,β-insaturé (aldéhyde, cétone et même ester α,β-insaturé, des nitriles et des amides α,β-insaturés pouvant aussi être utilisés). Elle appartient à la famille des additions nucléophiles conjuguées. 
Cette réaction doit son nom au chimiste américain Arthur Michael.

## Équation-bilan
L'équation-bilan de l'addition de Michael est:
où les substituants R et R' sur le nucléophile (un donneur de Michael) sont des groupes électroattracteurs, comme des acyles ou des nitriles, ce qui rend l'hydrogène acide et entraine la formation d'un carbanion par réaction avec la base B:. Le substituant R'' sur l'alcène, aussi appelée accepteur de Michael, est généralement une cétone, faisant donc de cette molécule une énone, mais peut également être un groupe nitro.